# Драгољуб Влатковић
Драгољуб Влатковић (Сопот код Пирота, 27. септембар 1924 — Београд, 25. август 1999) био је српски књижевни и позоришни историчар и професор.

## Биографија и каријера
Рођен је у земљорадничкој породици. Студирао је и дипломирао (1952) на групи за југословенску књижевност и српскохрватски језик на Филозофском факултет у Београду и докторирао (1964) тезом „Млади Нушић“. Био је професор Гимназије „Урош Предић“ и Техничке школе „Никола Тесла“ у Панчеву од 1954. до 1961, када прелази у Војну академију копнене војске, а од 1979. је био у Центру високих војних школа „Маршал Тито“ у Београду.
Први књижевни рад му је чланак „Доситеј Обрадовић као педагог“, објављен у средњошколском часопису „Дом и школа“, марта 1941. године. Сарађивао је у многим листовима и часописима: „Политика“, „Политика експрес“, „Борба“, „НИН“, „Дневник“, „Књижевне новине“, „Књижевност“, „Живот“, „Книжевност и језик“, „Прилози за проучавање књижевности, језика, историје и фолклора“, „Позориште“, „Сцена“ и многи други.
Највише се бавио проучавањем српске књижевности од осамдесетих година 19. века до Првог светског рата, првенствено писцима као што су Бранислав Нушић (има о њему објављених преко 170 радова), Борисав Станковић (преко 80), Петар Кочић (преко 40), Стеван Сремац (око 30) и др.
Трагао је за непознатим и необјављеним делима (штампао је с коментаром Нушићеву једночинку Опсада Београда у тузланском „Позоришту“ 1980, Јесењу кишу, драму награђену првом наградом на конкурсу Народног позоришта у Београду 1907. у „Сцени“ 1980; Станковићеву збирку приповедака Забушанти, као посебну књигу 1960). Влатковићеви  радови су превођени на албански, бугарски, македонски и словеначки језик. Као позоришни историчар бавио се углавном историјом Народног позориштау Сарајеву и Српском народном позоришту у Новом Саду. О новосадском театру штампао је више радова у новосадским и београдским листовима. Био је дугогодишњи сарадник листа СНП „Позориште“.